# Diecezja Gardaru
Diecezja Gardaru (łac.: Dioecesis Gardensis) – historyczna diecezja rzymskokatolicka na Grenlandii, obecnie katolickie biskupstwo tytularne.

## Historia
Skandynawskie sagi wspominają, że na początku XII wieku Sokki Þórisson, bogaty rolnik z Brattahlid, zapoczątkował ideę wydzielenia biskupstwa na Grenlandii. Po tym jak jego pomysł zaaprobował norweski król, na wyspę zaczęli przybywać duchowni, z których większość pochodziła z Norwegii. W 1112 papież Paschalis II mianował Eiríkra Gnúpssona biskupem Grenladnii i Winlandii. Został on w ten sposób pierwszym katolickim biskupem, którego jurysdykcji podlegały ziemie w Ameryce. W 1121 biskup popłynął na wyprawę do Winlandii, z której nigdy nie wrócił. Kolejnym biskupem mianowany został Arnaldur, którego w 1124 wyświęcił arcybiskup Lund. Na Grenlandię przybył jednak dopiero dwa lata później w 1126. Wtedy też rozpoczął budowę katedry pod wezwaniem świętego Mikołaja.
Początkowo diecezja podlegała pod arcybiskupstwo Bremy. Następnie w latach 1126–1152 pod arcybiskupstwo Lund, a od 1152 wspólnie z diecezjami na Islandii, wyspie Man i Orkadach stała się częścią nowo powstałej metropolii Nidarosu.
W 1150 biskup Arnaldur powrócił do Norwegii, a dwa lata później został biskupem Hamar. Jego następcą został Jón Knútur, który sprawował swój urząd w latach 1153–1186. Czwartym biskupem Gardaru został Jón Árnason (zwany Smyrill). W latach 1202–1203 odbył pielgrzymkę do Rzymu, gdzie spotkał się z papieżem. Zmarł w 1209 i prawdopodobnie został pochowany w północnej kaplicy katedry.
W 1212 na Grenlandię przybył jego następca Þór Helgi, który sprawował swój urząd aż do śmierci w 1230. Cztery lata później wyświęcono nowego biskupa, Nikulása ale na Grenlandię przybył tylko raz w 1239, a trzy lata później zmarł. Wyświęcony w tym samym roku co poprzednik, Ólafur choć pełnił funkcję biskupa przez blisko 40 lat, również tylko raz pojawił się na wyspie, w 1247. Jego następca Þór Bokki od czasu wyboru w 1289, aż do powrotu do Norwegii w 1309 postanowił zamieszkać w Gardarze.
Kolejnym biskupem został Árni, który sprawował swój urząd w latach 1315–1347. Z powodu słabej komunikacji między Grenlandią a Norwegią założono, że nie żyje i w 1343 powołano na jego następcę Jóna Skalli Eiríkssona. Kiedy jednak odkryto, że to nieprawda biskup zrezygnował z pełnionej funkcji i już nigdy nie powrócił na wyspę.
Po śmierci biskupa Árniego w 1347, diecezja przez ponad dwadzieścia lat pozostawała nieobsadzona. Wiązało się to z coraz gorszą komunikacją morską. W końcu w 1368 wyświęcono ostatniego biskupa faktycznie rezydującego na terenie diecezji, Álfura, który sprawował swój urząd do 1378 roku.
Diecezja grenlandzka ostatecznie zaniknęła razem z Osiedlem Wschodnim po 1400, kiedy to norweskie statki przestały przypływać na wyspę. Ostatnim świadectwem istnienia wikińskiej kolonii jest relacja islandzkich żeglarzy o ślubie w kościele w Hvalsey z 1408. Pomimo tego nadal mianowano biskupów na tę stolicę, być może traktując ją jako tytularną. Tytuł biskupa gardarskiego nosił m.in. Jan, franciszkanin i sufragan poznański około roku 1440.
W 1492 papież Aleksander VI w brewe do biskupów skandynawskich upominał ich, że zaniedbali oni swój obowiązek opieki nad ludnością wyspy. Wyznaczył na biskupa Gardaru benedyktyna Mathiasa (Madsa) Knudsena. W 1516 arcybiskup Nidarosu Erik Valkendorf podjął nieudaną próbę zorganizowania wyprawy na Grenlandię.
W 1519 na prośbę duńskiego króla Chrystiana II, papież Leon X mianował ostatnim biskupem Gardaru jego spowiednika, Vinzenza Pedersena Kampe, który nie dotarł jednak nigdy na wyspę, gdyż planowana przez króla ekspedycja nigdy nie doszła do skutku.
Biskupów Gardaru przestano mianować po 1537, kiedy to oficjalną religią w Danii został ustanowiony luteranizm.

## Biskupi

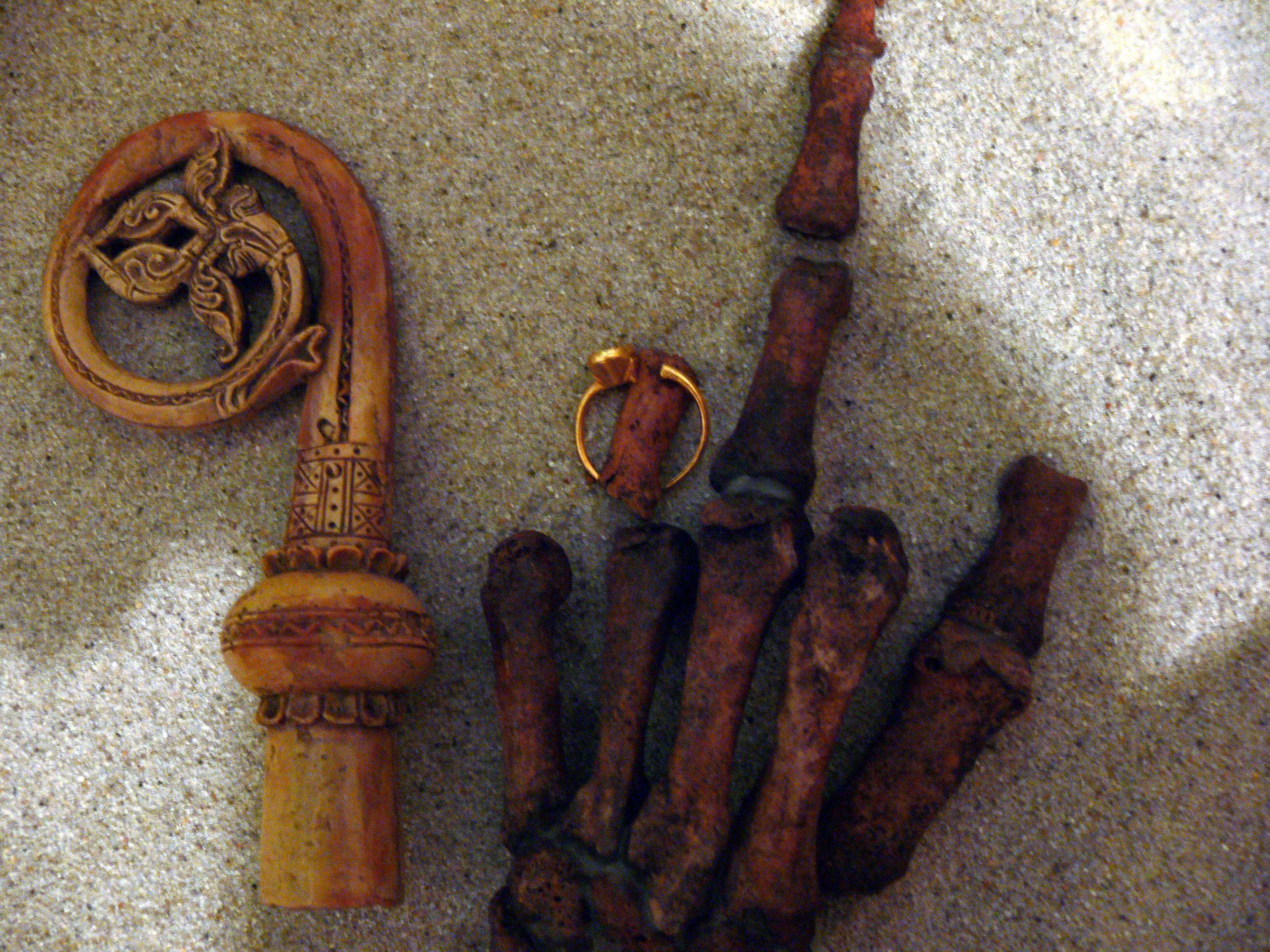
Szkielet dłoni biskupa Gardaru wraz z pierścieniem i fragmentem pastorału

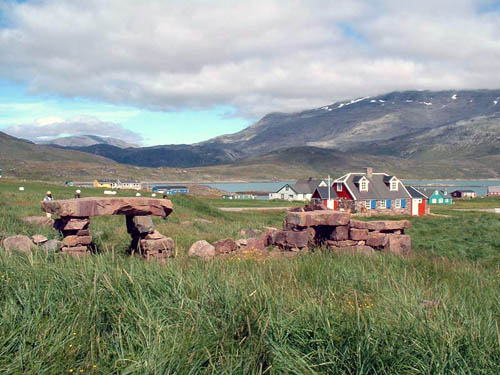
Pozostałości rezydencji biskupów

Lista biskupów Gardaru:
| Biskup                     | Lata urzędowania |
| -------------------------- | ---------------- |
| Eiríkr Gnúpsson            | 1112–1121        |
| Arnaldur                   | 1124–1152        |
| Jón Knútur                 | 1153–1186        |
| Jón Árnason Smyrill        | 1189–1209        |
| Þór Helgi                  | 1212–1230        |
| Nikulás                    | 1234–1242        |
| Ólafur                     | 1242–1280        |
| Þór Bokki                  | 1289–1309        |
| Árni                       | 1315–1347        |
| Jón Skalli Eiríksson       | 1343             |
| Álfur                      | 1368–1378        |
| Vincenz Pedersen Kampe OFM | 1519–1537        |

## Katolicka stolica tytularna
W 1996 papież Jan Paweł II ustanowił stolicę tytularną nawiązującą do średniowiecznego biskupstwa Gardaru.
| Lp. | Biskup       | Funkcja                       | Od               | Do |
| --- | ------------ | ----------------------------- | ---------------- | -- |
| 1   | Edward Clark | biskup pomocniczy Los Angeles | 16 stycznia 2001 |    |